# Ministère des Outre-mer
Le ministère des Outre-mer est l’administration chargée de coordonner l'action du Gouvernement dans les départements d’outre-mer, les collectivités d'outre-mer, la Nouvelle-Calédonie et l’Île Clipperton et de participer à l'élaboration et à la mise en œuvre des règles applicables dans ces collectivités. Il est dirigé par le ministre des Outre-mer, membre du gouvernement français.
Héritier du ministère des Colonies, il devient ministère de l’Outre-mer en 1946, puis ministère des Outre-mer en 2012. Ces dernières années, cette administration a pu être dirigée par un secrétaire d’État ou un ministre délégué, perdant ainsi son appellation de ministère. En effet, ce portefeuille ayant été rattaché depuis plusieurs années au ministère de l'Intérieur au travers d'un secrétariat d'État ou d'un ministère délégué. Ce qui explique que les agents qui exercent au ministère délégué des Outre-mer soient issus de corps relevant du ministère de l'Intérieur.
Manuel Valls, Premier ministre, est ministre d'État et ministre des Outre-mer depuis le 23 décembre 2024.

## Historique

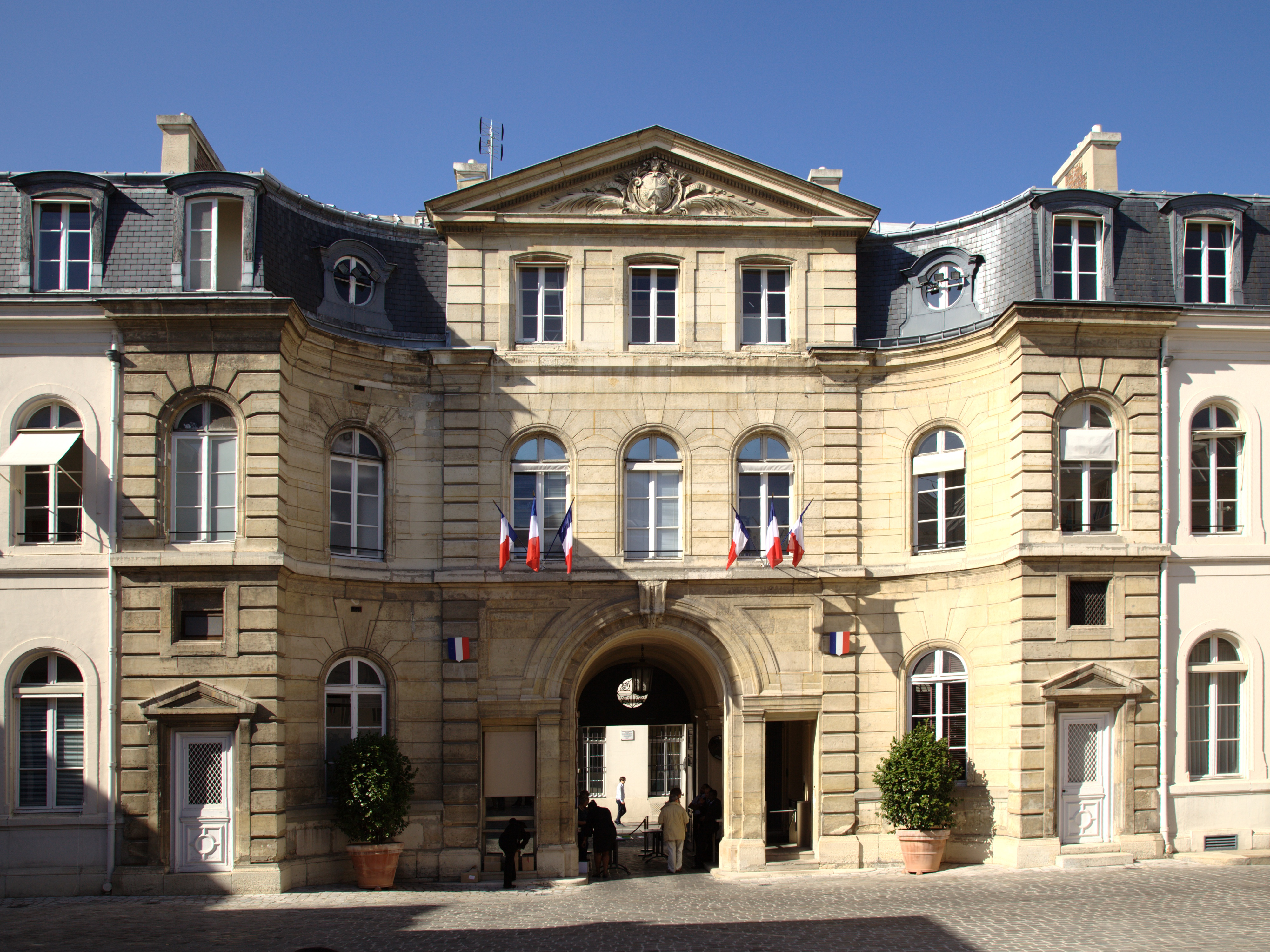
Entrée du ministère, rue Oudinot.

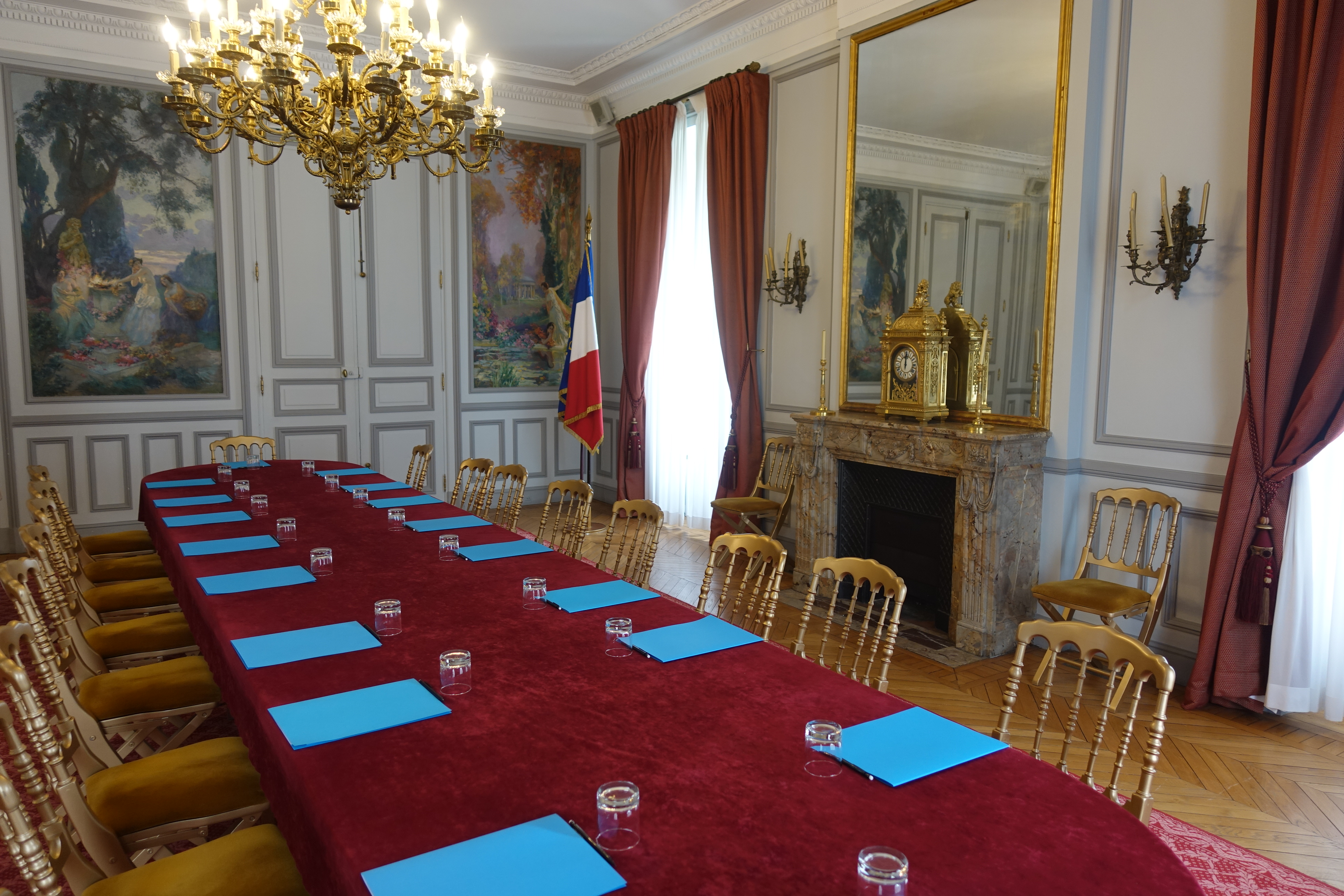
Salle de réunion utilisée par les conseillers ministériels.

Logo jusqu'en 2022.

### Époque coloniale

#### Sous le ministère de la Marine
Un  « bureau des Colonies », rattaché au secrétariat d'État à la Marine, est créé en 1710 en un. À la Révolution est créée une Direction chargée des colonies par le Comité de Constitution (1791). Ce lien avec la Marine nationale mis en place dès 1626 est maintenu et la matière coloniale ne sort du ministère de la Marine que sous la Troisième République.
Par un décret du 24 juin 1858, Napoléon III crée un « ministère de l'Algérie et des Colonies », comprenant la « direction des affaires de l'Algérie », détachée du ministère de la Guerre, et la « direction des colonies », détachée du ministère de la Marine, et en charge son cousin, le prince Napoléon. Ce ministère est éphémère, supprimé le 24 novembre 1860.
Par la suite, Léon Gambetta en 1881 détache la Direction des colonies, alors encore sous la Marine pour en faire un sous-secrétariat d'État qu'il rattache alors au Département du commerce. Jules Grévy par un décret du 30 janvier 1882, rattache l'Administration des colonies au ministère de la Marine. Il est à nouveau rattaché au ministère du Commerce et de l'Industrie le 14 mars 1889, détenu par le président du Conseil Pierre Tirard. Le 9 mars 1892, l'administration retourne sous le ministère de la Marine. Il revient sous le second gouvernement Ribot au ministère du Commerce et de l'Industrie. 

#### Création du ministère des Colonies
Le ministère des Colonies n'apparaît pleinement et de manière autonome qu'à partir du 20 mars 1894 avec la « loi portant création d'un ministère des colonies » au cours du gouvernement Jean Casimir-Perier, Ernest Boulanger en est le premier ministre, il est toujours secondé d'un sous-secrétaire d'État. Le but est de centraliser la gestion des colonies françaises. Il s'installe en 1910 dans l’hôtel de Montmorin, au no 27 de la rue Oudinot dans le 7e arrondissement à Paris, bâtiment qui sert encore aujourd'hui de siège au ministère (ou au secrétariat d'État) chargé de l'Outre-mer. Par métonymie, on le désigne d'ailleurs souvent par « hôtel Montmorin », « rue Oudinot » ou tout simplement « Oudinot ». Albert Lebrun y a été titulaire du portefeuille durant trois ans, entre 1911 et 1914, sous les gouvernements Caillaux, Poincaré et Doumergue. Il eut le célèbre Joost Van Vollenhoven comme chef de cabinet (on dirait aujourd'hui directeur de cabinet).

### Création du ministère des Outre-mer à la décolonisation
Au lendemain de la Libération, le Gouvernement provisoire de la République française souhaite changer de dénomination pour éviter la notion de suprématie de la métropole qu'implique le terme de « colonie » : le décret du 26 janvier 1946 substitue un « ministère de la France d'Outre-mer » au « ministère des Colonies ». Marius Moutet est le premier des ministres de la France d'Outre-mer.
La Martinique, la Guadeloupe, la Guyane et La Réunion, qui sont départementalisées en 1946, relevèrent alors du ministère de l'Intérieur. La décolonisation restreint alors de plus en plus le pouvoir du ministère car les relations avec les pays nouvellement indépendants sont confiées au ministère de la Coopération.
En 1959, le ministère prend la dénomination de « ministère du Sahara et des Départements et Territoires d'Outre-mer ». Il réintègre alors l'administration des DOM et prend en charge les départements d'Algérie. Les indépendances successives en 1960 des anciennes colonies africaines et la fin de la guerre d'Algérie en 1962 bouleversent l'organisation du ministère qui est rebaptisé « des Départements et Territoires d'outre-mer ». Le ministère évolue, devenant successivement :
- ministère délégué auprès du Premier ministre dans le Gouvernement Michel Debré de 1959 à 1960, puis de nouveau dans le Gouvernement Jacques Chaban-Delmas de 1969 à 1971, dans l'éphémère premier gouvernement Rocard en 1988 et dans le 2e gouvernement Juppé de 1995 à 1997,
- ministère à part entière confié à un ministre d'État à la fin du gouvernement Michel Debré puis dans les quatre premiers gouvernements de Georges Pompidou de 1960 à 1968 et enfin à la fin du gouvernement Jacques Chaban-Delmas de 1971 à 1972,
- ministère à part entière dans le quatrième gouvernement Pompidou en 1968, dans le 2e gouvernement Messmer de 1973 à 1974, puis plus tard dans le 2e gouvernement Chirac de 1986 à 1988 (le ministre, Bernard Pons, est alors secondé d'un secrétaire d'État aux problèmes du Pacifique sud), dans le 2e gouvernement Rocard et ceux successifs d'Édith Cresson, de Pierre Bérégovoy, d'Édouard Balladur et dans le premier d'Alain Juppé de 1988 à 1995, dans tous les gouvernements du quinquennat de Jacques Chirac de 2002 à 2007, à savoir les trois de Jean-Pierre Raffarin et dans celui de Dominique de Villepin, et enfin depuis le 16 mai 2012 dans les deux premiers gouvernements de la présidence de François Hollande dirigé par Jean-Marc Ayrault ainsi que le premier gouvernement Valls.
- ministère à part entière, mais auprès du ministère de l'Intérieur, dans le 2e gouvernement de François Fillon de 2009 à 2012.
- secrétariat d'État auprès du Premier ministre dans le gouvernement Maurice Couve de Murville (1968-1969), dans le premier de Pierre Messmer (1972-1973) et dans le troisième et dernier gouvernement formé par ce dernier (1974),
- secrétariat d'État autonome aux DOM-TOM dans le premier gouvernement de Jacques Chirac de 1974 à 1976,
- secrétariat d'État auprès du ministère de l'Intérieur dans les gouvernements Barre, les gouvernements Mauroy, le gouvernement Fabius (avec en plus alors un ministre chargé de la Nouvelle-Calédonie, Edgard Pisani, de 1984 à 1985) de 1976 à 1986, celui de Lionel Jospin de 1997 à 2002 et enfin dans les gouvernements Fillon de 2007 au 5 novembre 2009.

Sous la présidence de François Hollande, il est érigé un ministère de plein exercice rebaptisé « des Outre-mer » au lieu de « de l’Outre-mer ».

## Organisation et attributions

### Ministre
L'actuel titulaire du poste est Manuel Valls, ministre d'État, ministre des Outre-mer depuis le 23 décembre 2024.
Sont rattachés au cabinet du ministre : 
- le bureau du cabinet ;
- le courrier parlementaire ;
- le service de presse et d'information ;
- la mission des travaux législatifs ;
- l'ambassadeur délégué pour la coopération régionale dans la zone Antilles et Guyane ;
- l'ambassadeur délégué pour la coopération régionale dans la zone Océan indien ;
- le secrétaire permanent pour le Pacifique ;
- le conseiller militaire pour la défense.

### Direction générale des outre-mer

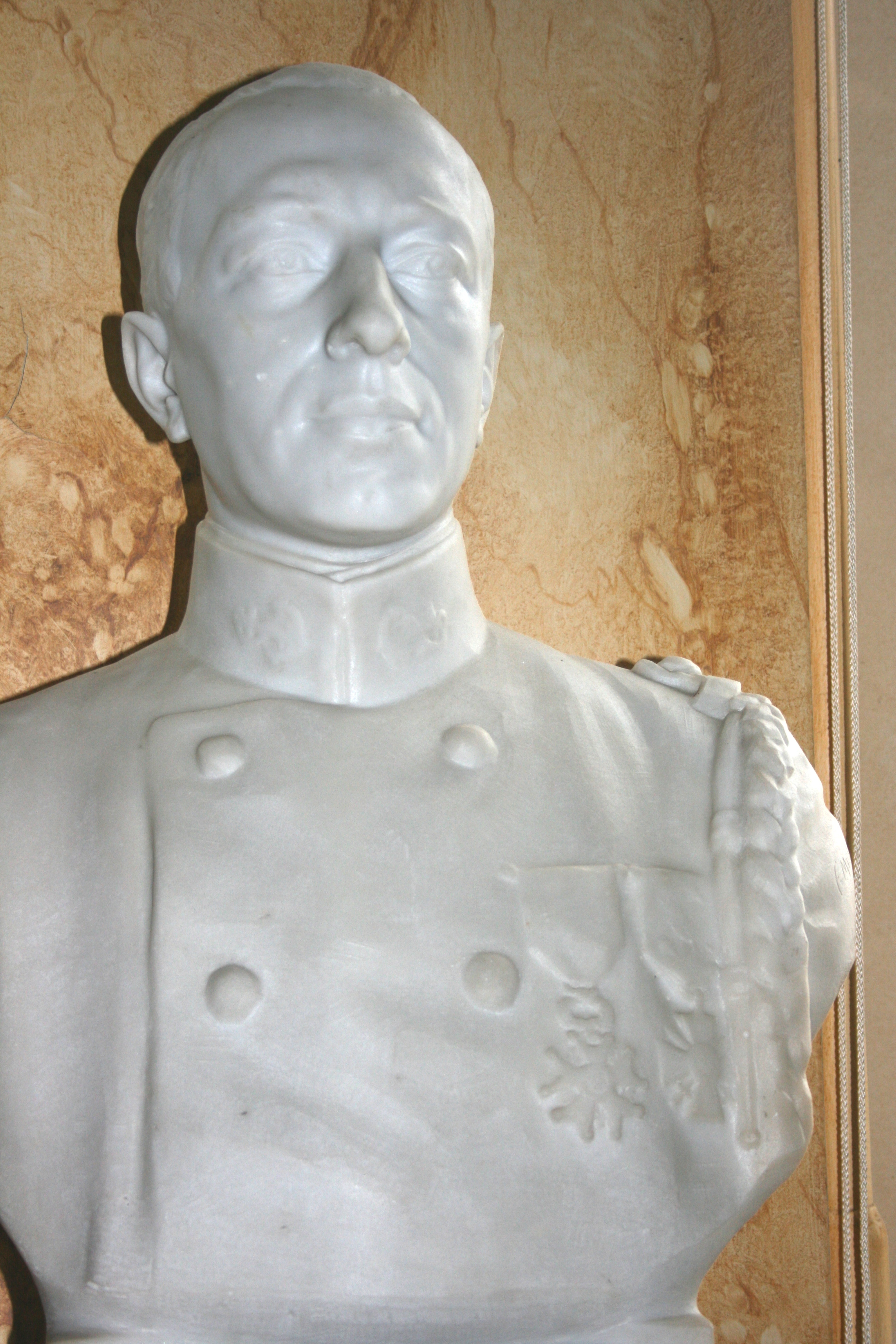
Buste de Joost Van Vollenhoven dans la salle Félix-Éboué du ministère de l'Outre-mer, à Paris.

L'organisation administrative du ministère a longtemps reposé sur la structure mise en place en 1979. Elle comportait deux directions, la Direction des Affaires politiques, administratives et financières (DAPAF) pour l'exercice des pouvoirs régaliens et l'administration générale, et la Direction des Affaires économiques, sociales et culturelles (DAESC), chargée du développement économique et de l'amélioration des conditions de vie outre-mer. Ces directions sont remplacées le 1er septembre 2008 par la Délégation générale à l'outre-mer, puis la Direction générale des outre-mer le 2 octobre 2013.
La direction générale des outre-mer assiste le ministre chargé de l'outre-mer pour l'exercice de ses attributions.
Elle met en œuvre la politique définie par le ministre afin :
- de coordonner la mise en œuvre des politiques publiques dans les collectivités régies par l'article 73 de la Constitution et de participer à l'élaboration et à la mise en œuvre des règles applicables dans ces collectivités ;
- d'élaborer et de mettre en œuvre les politiques publiques à Saint-Barthélemy, Saint-Martin, Saint-Pierre-et-Miquelon, en Polynésie française, à Wallis-et-Futuna, dans les Terres australes et antarctiques françaises et en Nouvelle-Calédonie.

La direction générale des outre-mer exerce les missions suivantes :
- La définition, l'impulsion, la coordination, l'évaluation et la prospective des politiques publiques outre-mer ;
- L'expertise et le traitement des affaires juridiques, contentieuses et institutionnelles outre-mer ;
- La répartition et le suivi de la dépense de l'État dans le cadre de la mission budgétaire outre-mer ;
- La coopération régionale, la collaboration à la définition des relations internationales ainsi que les affaires européennes concernant les outre-mer[17].

Elle comprend trois sous-directions : 
- la sous-direction des politiques publiques prépare et pilote, dans un cadre interministériel, les politiques publiques, qu'il s'agisse de politiques générales à adapter outre-mer ou de politiques spécifiques. Elle comprend le bureau de la cohésion sociale, de la santé et de l'enseignement, le bureau de l'écologie, du logement, du développement et de l'aménagement durables, le bureau de la vie économique, de l'emploi et de la formation, le bureau des politiques agricoles, rurales et maritimes et le bureau des politiques européennes, d'insertion régionale et de valorisation de l'outre-mer ;
- la sous-direction des affaires juridiques et institutionnelles reprend les questions d'exercice et de gestion des pouvoirs régaliens : sécurité, droit et donc pouvoir judiciaire, administration, fonction publique, diplomatie. Elle comprend le bureau du droit public et des affaires institutionnelles, le bureau du droit privé et du droit des activités économiques et sociales, le bureau des collectivités locales, la mission du contentieux et de la légistique et la mission du droit européen et international. Une section de l'état civil est rattachée au bureau du droit privé.
- la sous-direction de l'évaluation, de la prospective et de la dépense de l'État est chargée de tout ce qui touche aux finances publiques, des statistiques et de l'évaluation des politiques publiques. Elle comprend le bureau de la statistique et du système d'information outre-mer, le bureau de l'évaluation des politiques publiques et de la prospective et le bureau de la dépense de l'État.

La direction générale des outre-mer comprend en outre : 
- le cabinet du directeur ;
- le commandement du service militaire adapté ;
- le bureau des ressources et de la coordination.

### Décrets d'organisation
- Décret no 85-1057 du 2 octobre 1985 relatif à l'organisation de l'administration centrale du ministère de l'intérieur et de la décentralisation (abrogé)
- Décret no 2008-687 du 9 juillet 2008 portant création et organisation de la délégation générale à l'outre-mer (abrogé)
- Décret no 2013-728 du 12 août 2013 portant organisation de l'administration centrale du ministère de l'intérieur et du ministère des outre-mer